# سوپری

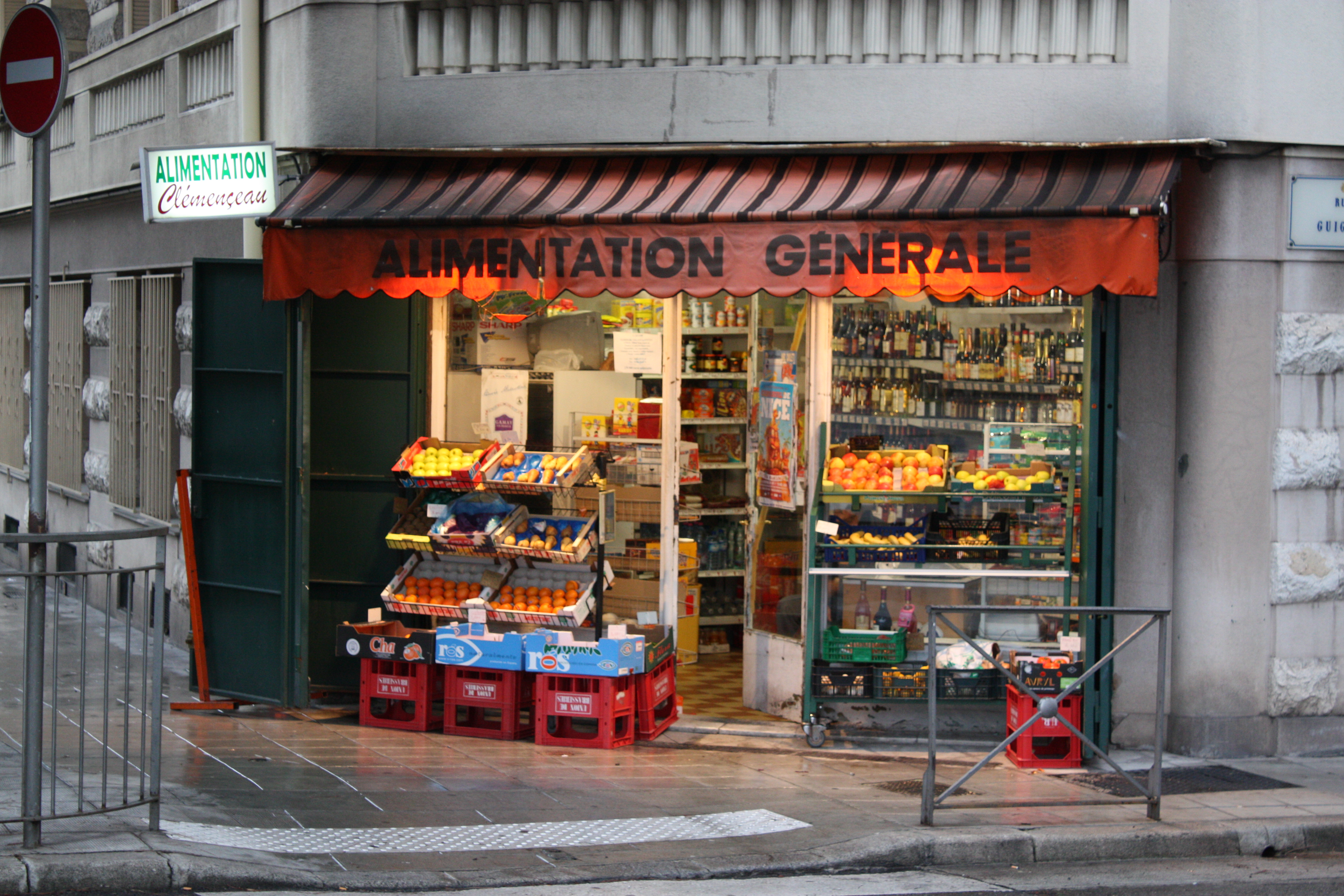
یک سوپری در فرانسه

سوپری (یا بقالی در فارسی قاجاری)، (به انگلیسی: grocery store)، فروشگاهی است که خوراکی‌های فاسدشدنی و تازه یا بسته‌بندی‌شده را می‌فروشد. اگرچه نیازمندی‌های روزانه خانگی مانند صابون و دیگر مواد بهداشتی را نیز دارد.
در برخی کشورهای غربی چون آمریکا، به سوپرمارکت نیز با همین عنوان اشاره می‌گردد.
گونه‌های بزرگ‌تر فروشگاه‌هایی که مواد خوراکی می‌فروشند، مانند سوپرمارکت‌ها و هایپرمارکت‌ها، شمار فراوانی از کالاهای غیرخوراکی مانند پوشاک و نیازمندی‌های خانگی را نیز ارائه می‌کنند.

## پیامدها و برتری‌ها
بسته‌بندی، کالاهای خوراکی را از آسیب‌های هنگام ترابری محافظت می‌کند و همچنین تری و تازگی آنان را برای خریداران در سوپری‌ها بهبود می‌بخشد. با این وجود، همین بسته‌بندی‌ها، خطری برای تلاش انسان برای کاهش ضایعات غذایی‌اش هستند.